# Pontonny
Pontonny est une commune urbaine sous la juridiction de Saint-Pétersbourg faisant partie du district de Kolpino.